# 메밀꽃 필 무렵 (1982년 드라마)
《메밀꽃 필 무렵》은 1982년 9월 25일에 방영된 TV문학관이다.

## 출연
- 김인문
- 정진
- 이구순
- 박선희
- 이영
- 황범식
- 강민호
- 김시원
- 이대로
- 박정웅
- 김동완
- 최우백
- 홍영자
- 김혜숙
- 윤초희
- 김진란
- 김채연
- 전현
- 최경수